# Vladimir Nikolaevič Kokovcov
Vladimir Nikolaevič Kokovcov (in russo Влади́мир Никола́евич Коковцо́в?; Boroviči, 18 aprile 1853 – Parigi, 29 gennaio 1943) è stato un politico russo che ricoprì la carica di Primo ministro dell'Impero russo durante il regno dello Zar Nicola II.

## Biografia
Prestò servizio al Ministero dell'economia del Consiglio di Stato della Russia Imperiale, prima di accettare uno dei tre posti di assistente del Ministro delle Finanze (allora Sergej Witte) verso la metà del decennio del 1890. Dopo aver ricoperto altri incarichi di governo, nel 1904 venne nominato Ministro delle Finanze.
Diede le dimissioni quando Witte, il suo ex diretto superiore al ministero, assunse la guida del Consiglio dei ministri tra il 1905 e il 1906. Kokovcov tornò in seguito alla guida del Ministero delle Finanze nei governi di Goremykin e Stolypin.
Kokovcov prese il posto di Stolypin come Primo Ministro dopo che questi fu assassinato nel 1911, mantenendo l'incarico fino al 1914 quando si ritirò dall'attività politica. Per tutto il tempo in cui rimase in carica conservò anche il ruolo di Ministro delle Finanze.
Dopo il ritiro gli venne concesso il titolo nobiliare di conte. In conseguenza della Rivoluzione d'ottobre del 1917 fuggì in Finlandia con la famiglia, finendo poi per stabilirsi a Parigi, dove si impose come una delle figure di riferimento per i russi emigrati all'estero fino al giorno della sua morte.
Witte, nella sua autobiografia, afferma che Kokovcov, mentre era uno dei suoi assistenti, dato che conosceva la materia molto bene era stato lasciato lavorare in autonomia, era stato l'ideatore di molte riforme economiche piccole ma significative.
Si è molto discusso dei dissapori tra Kokovcov e Witte, che avevano portato al rifiuto dei due di continuare a lavorare insieme dopo il biennio 1905-1906; l'apparente motivazione dei contrasti furono le divergenze sulla via da seguire nella trattativa per ottenere un prestito importante per le casse dell'Impero.
Diversi storici hanno invece sostenuto che i contrasti furono la conseguenza dell'ambizione di Witte di riprendere la carica di Primo Ministro e la sua consapevolezza del fatto che il suo vecchio collaboratore fosse uno dei principali rivali per tale posizione. Altri ipotizzano che i contrasti fossero in realtà stati di scarsa rilevanza, ma che furono enfatizzati ad arte in modo che i due uomini, pur appartenendo a due schieramenti politici opposti, riuscissero a salvaguardare il buon esito delle riforme economiche che avevano ideato in collaborazione a cavallo dei due secoli. Si sa che Kokovcov nel 1915 fece visita a Witte durante la malattia di quest'ultimo, che l'avrebbe condotto poi alla morte.